# Rakshak
Pour plus de détails, voir Fiche technique et Distribution.
Rakshak (रक्षक) est un film indien réalisé par Ashok Honda, sorti en 1996.

## Fiche technique
- Titre : Rakshak
- Réalisation : Ashok Honda
- Scénario : Naeem-Ejaz
- Musique : Anand-Milind
- Photographie : Teja
- Montage : Ashok Honda
- Production : Ashok Honda
- Société de production : Ashok Honda Productions
- Pays :  Inde
- Genre : Action et thriller
- Durée : 164 minutes
- Dates de sortie : 
  -  Inde : 29 novembre 1996

## Distribution
- Sunil Shetty : Raj Sinha
- Karisma Kapoor : Suman Sinha
- Sonali Bendre : Dr. Pooja Malhotra
- Raghuvaran : Raghu / Raghavan
- Arun Bakshi : l'avocat
- Dinesh Hingoo : le père de Suman
- Aruna Irani : la mère de Raj
- Mushtaq Khan : Bhola
- Pramod Moutho : Bardha

## Box office
- Le film fut un demi succès : il ne récolta que 122,500,000 de roupies.